# Tāzehābād-e Kalāshem
Tāzehābād-e Kalāshem är en ort i Iran.   Den ligger i provinsen Gilan, i den nordvästra delen av landet, 250 km nordväst om huvudstaden Teheran. Tāzehābād-e Kalāshem ligger 1 meter över havet och antalet invånare är 512.
Terrängen runt Tāzehābād-e Kalāshem är platt. Runt Tāzehābād-e Kalāshem är det ganska tätbefolkat, med 111 invånare per kvadratkilometer. Närmaste större samhälle är Rasht, 17,0 km öster om Tāzehābād-e Kalāshem. Trakten runt Tāzehābād-e Kalāshem består till största delen av jordbruksmark.